# Regina von Siebold
Pour les articles homonymes, voir Siebold.
Regina Josepha von Siebold (née le 14 décembre 1771 à Geismar - morte le 28 février 1849 à Darmstadt) est une médecin et éducatrice allemande.
Dès 1795, elle est l'épouse et l'assistante du médecin Damian Siebold. Quand celui-ci tombe malade et n'arrive plus à travailler, elle reçoit une licence l'obstétrique de l'université de Darmstadt. En 1815, elle est reçue par l'université de Giessen pour le même sujet, et c'est la première femme à accomplir ceci. Elle gère une clinique médicale assistée par sa fille Charlotte von Siebold.
Le cratère vénusien Von Siebold (it) a été nommé en son honneur.

## Carrière, vie et famille
Pour ses mérites dans le domaine de l'obstétrique, Josepha von Siebold a été la première femme en Allemagne à recevoir un doctorat honoris causa.
Ses parents sont morts peu après sa naissance et elle a donc grandi dans la maison de son oncle Lorenz Henning. En tant que fille de fonctionnaire de l'Electorat de Mayence, elle pouvait espérer une bonne union conjugale, mais pour cela, il fallait une éducation adéquate : La jeune fille a donc suivi une formation laïque et religieuse dans un couvent d'ursulines.
Lorenz Henning est mort alors que Josepha était adolescente. 
En 1787, à l'âge de 15 ans, elle dit oui au conseiller d'État Georg Heiland, un collègue de son oncle décédé. L'année suivante, elle donnait déjà naissance à sa première fille. Josepha Heiland a eu quatre enfants de son mariage avec Georg Heiland, mais seules ses deux filles Charlotte et Therese ont survécu. 
Plus tard, sa fille Charlotte fut également obstétricienne. Le mariage dura sept ans, jusqu'à ce que Georg Heiland décède subitement à la suite d'une erreur médicale, apparemment une saignée ratée. La veuve, âgée de 22 ans, est restée avec ses deux enfants.

## Référence
1. ↑  (en) « Von Siebold », sur We Name The Stars (consulté le 4 novembre 2024)
2. ↑  (de) « 28. Februar 1849: 175. Todestag von Geburtshelferin Josepha von Siebold », sur hlz.hessen.de (consulté le 25 avril 2024)